# Белавин, Леонид Иванович
Леонид Иванович Белавин — советский энергетик.

## Биография
Родился в 1908 году. Член КПСС.
С 1930 года — на хозяйственной, общественной и политической работе.
До 1941 гг. — инженер-энергетик на Урале и в Казахской ССР.
- В 1941—1947 гг. — начальник строительства ТЭЦ, и. о. начальника, главный инженер Управления ИТЛ и строительства Актюбинского комбината НКВД СССР.[2]
- В 1947—1957 гг. — главный инженер треста «Уралэлектромонтаж» Министерства монтажных и специальных строительных работ СССР.[3]

Умер после 1957 года.

## Награды
- Орден Трудового Красного Знамени (29.04.1943)[4]
- Орден Трудового Красного Знамени (16.05.1945)[5]
- Орден Трудового Красного Знамени (06.12.1951)[3]
- Сталинская премия (Постановление СМ СССР № 4964-2148сс/оп (06.12.1951))[3]